# Großbottwar

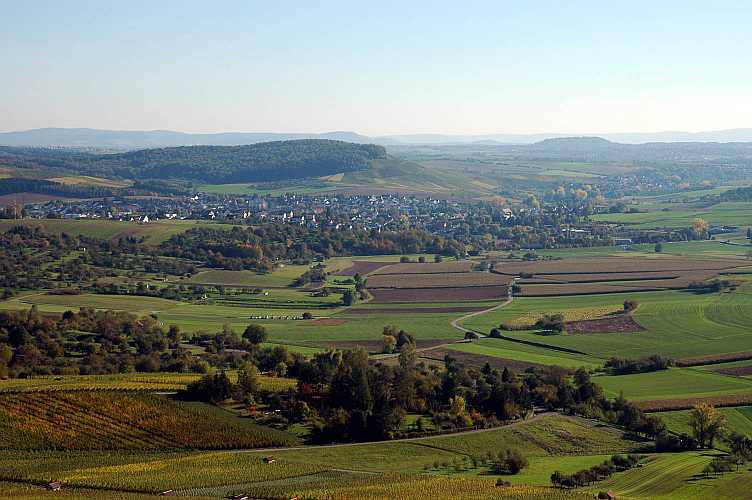
Blick auf Großbottwar vom Wunnenstein (Okt. 2007)

Großbottwar ist eine Kleinstadt mit einem historischen Ortskern im Landkreis Ludwigsburg in Baden-Württemberg. Sie liegt etwa 26 km nordnordöstlich der Landeshauptstadt Stuttgart und 16 km südsüdöstlich von Heilbronn. Sie gehört zur Region Stuttgart (bis 1992 Region Mittlerer Neckar) und zur Randzone der europäischen Metropolregion Stuttgart.

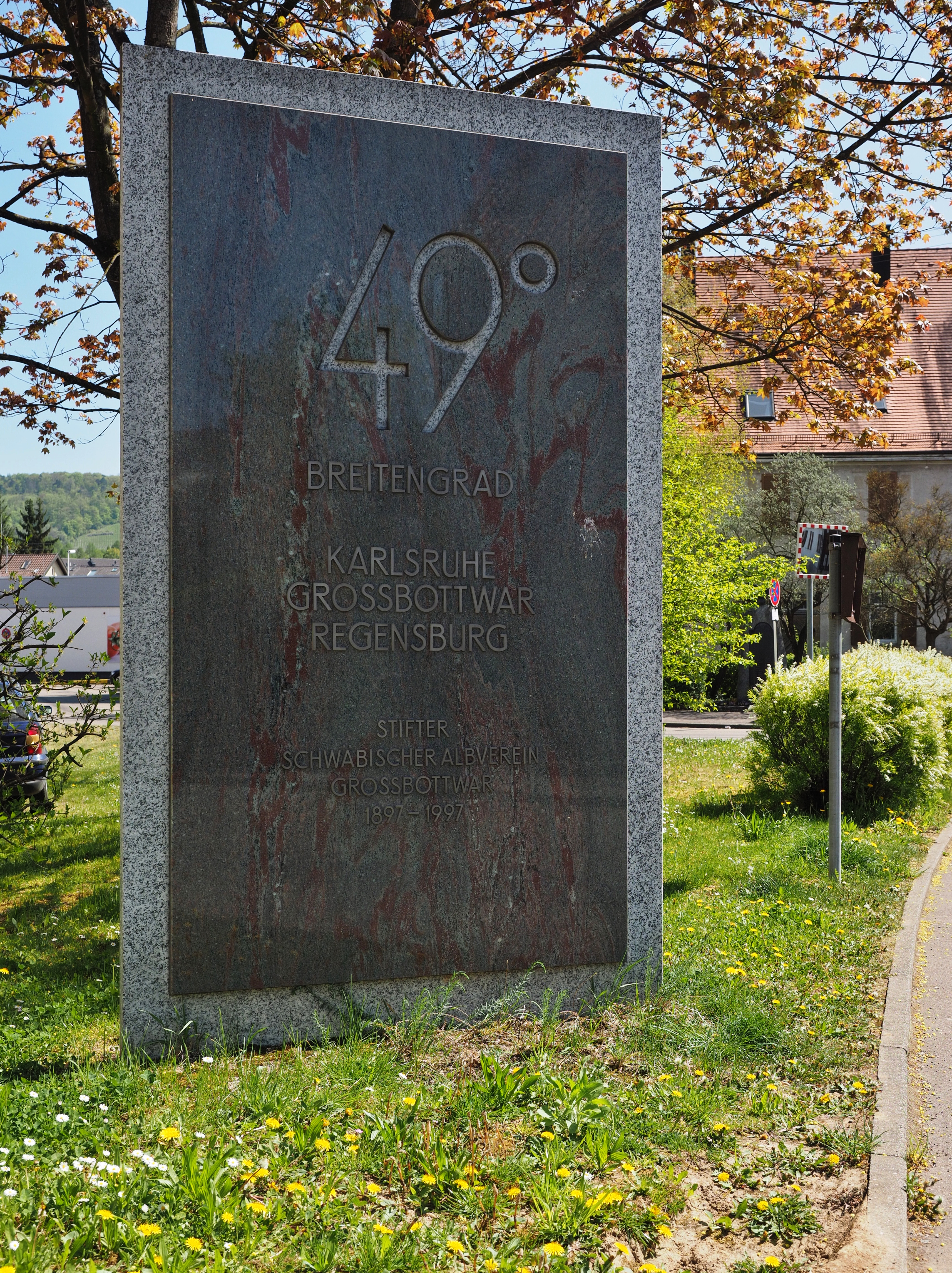
Markierung des 49. Breitengrades

## Geographie

### Lage
Großbottwar hat Anteil an den Naturräumen Schwäbisch-Fränkische Waldberge und Neckarbecken. Die Stadt liegt in der Mitte des Bottwartals im Nordosten des Landkreises Ludwigsburg. Der kleine Fluss, an dessen Hängen um Großbottwar herum von jeher Weinbau betrieben wird, durchquert den Ort von Nordosten nach Südwesten. Die Altstadt befindet sich rechts der Bottwar.
An der Bahnhofstraße ist der 49. nördliche Breitengrad, der die Stadt durchquert, durch eine stehende Granitplatte markiert (allerdings steht diese Platte auf 48,9988927° N (Stand 2015), der 49. Breitengrad verläuft rund 120 Meter weiter nördlich).

### Stadtgliederung
Zu Großbottwar gehören die ehemals selbstständigen Gemeinden Hof und Lembach und Winzerhausen. Zur Stadt Großbottwar in den Grenzen von 1970 gehören die Stadt Großbottwar, der an der L 1100 gelegene Weiler Sauserhof und das Haus Benzenmühle. Sauserhof gehörte von 1700 bis 1821 zur Gemeinde Winzerhausen. Zur ehemaligen Gemeinde Hof und Lembach gehören das in einem Seitental der Bottwar gelegene Dorf Hof und Lembach sowie die abgegangenen Ortschaften Stötzlinsberg und Hertrichshof. Zur ehemaligen Gemeinde Winzerhausen gehören das drei Kilometer nordwestlich von Großbottwar gelegene Dorf Winzerhausen und der Weiler Holzweilerhof.

### Nachbargemeinden
An Großbottwar grenzen an im Nordwesten die Gemeinde Neckarwestheim, im Norden die Gemeinde Ilsfeld, im Nordosten die Stadt Beilstein, alle im Landkreis Heilbronn; im Nordosten die Gemeinde Oberstenfeld im eigenen Landkreis Ludwigsburg; im Südosten die Gemeinde Aspach im Rems-Murr-Kreis; ebenfalls noch im Südosten eine unbesiedelte Exklave der Gemeinde Murr, im Süden die Stadt Steinheim an der Murr, im Westen die Gemeinde Mundelsheim, das dort grenznah auch eine kleine unbesiedelte Enklave auf Großbottwarer Gebiet hat, alle wieder im eigenen Landkreis.

### Flächenaufteilung
Nach Daten des Statistischen Landesamtes, Stand 2014.

## Geschichte

### Großbottwar
Seit der frühen Steinzeit war die Markung Großbottwar ununterbrochen besiedelt, was durch Funde aus allen Kulturepochen belegt ist. Aus der Zeit des Römischen Reichs, zu der es zwischen 150 und 260 n. Chr. gehörte, fand man Reste dreier Gutshöfe.
Bei Großbottwar betrieb der Römer Gaius Longinius Speratus um das Jahr 200 eine Ziegelei, deren Produkte mit dem Namenskürzel GLSP gekennzeichnet wurden. Diese Ziegel wurden u. a. auch in Weinsberg und Walheim gefunden. Sein Gutshof befand sich im Gewann Mäurach.
Im Jahr 779 wird Großbottwar in einer Schenkungsurkunde des Klosters Fulda erstmals urkundlich als Boteburon erwähnt. Die Deutung des Namens ist ungeklärt. Es ist auch möglich, dass der Fluss nach der Stadt benannt wurde und nicht umgekehrt. Zum Zeitpunkt der Ersterwähnung war der Ort Bestandteil des Herzogtums Franken; die Pfarrkirche des Orts ist dem fränkischen Schutzpatron St. Martin geweiht. Das damalige Dorf befand sich denn auch westlich der heutigen Altstadt um die Martinskirche herum.
Ein Ortsadelsgeschlecht ist im 12. Jahrhundert bezeugt. Die Stadtgründung erfolgte wohl in der Mitte des 13. Jahrhunderts etwas westlich des alten Dorfs, die außerhalb der Mauern gelegene Martinskirche blieb jedoch Pfarrkirche. 1279 wird Botebor erstmals als Stadt (civitas) bezeichnet. Die Gründung erfolgte durch den Familienverbund Heinrieth/Hoheneck/Lichtenberg, zu deren Besitz damals die benachbarte gleichnamige Burg Lichtenberg gehörte. Sie verkauften 1357 ihre Burg und die zugehörige Herrschaft, inklusive der Stadt, an Graf Eberhard II. von Württemberg. Großbottwar war in der Folgezeit Sitz eines württembergischen Amtes. 1496 gab es in der Stadt eine Lateinschule, die bis 1925 bestand.
1525 wurde Großbottwar zu einem Zentrum der Aufstandsbewegung im Deutschen Bauernkrieg. Zu Ostern zogen zweihundert Bürger der Stadt auf den nahegelegenen Berg Wunnenstein und wählten Matern Feuerbacher aus ihren Reihen zu ihrem Anführer. Der Bauernhaufen vergrößerte sich schnell, so dass Feuerbacher auf seinem anschließenden Zug durch Württemberg über 8.000 Bauern kommandierte. Er bemühte sich um Mäßigung und Verhandlungen mit der Obrigkeit und hielt die Bauern von größeren Gewalttaten ab. Nachdem das Bauernheer bei Böblingen eine verheerende Niederlage erlitten hatte, wurde er festgenommen und vor Gericht gestellt. Matern Feuerbacher wurde, weil er immer um Mäßigung der Bauern bemüht war, freigesprochen. Er konnte in die Schweiz ausreisen. In Basel ist er wohl auch gestorben. Heute ist die Realschule in Großbottwar nach ihm benannt. Die Stadt Großbottwar musste für ihre Rolle im Bauernkrieg eine hohe Geldstrafe zahlen.

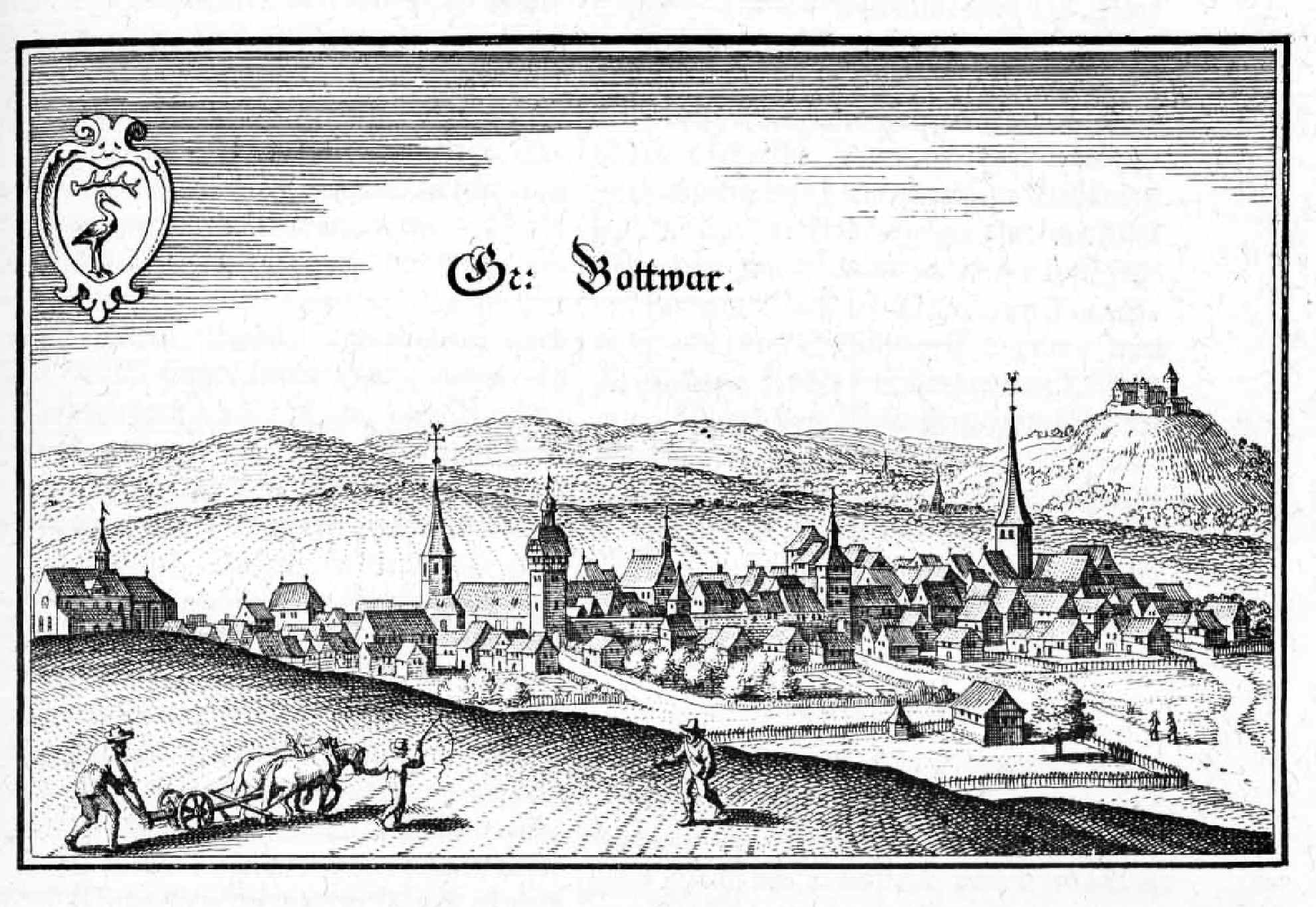
Großbottwar um 1640. Illustration aus Matthäus Merians Topographia Sueviae, 1643

Im Dreißigjährigen Krieg herrschte wie überall im Land große Not durch Kriegseinwirkungen und Epidemien. Allein von Juli bis Dezember 1635 starben 629 Personen „Hungers, Kummers und Totschlags“. Insgesamt verlor die Stadt zwei Drittel ihrer Einwohner.
1693 musste Großbottwar eine Brandschatzung an die eingefallenen Franzosen entrichten, dennoch wurde das Stadtschloss Großbottwars, das Rechenbergsche Schloss, zerstört und alle Glocken sowie die Orgel der Pfarrkirche geraubt. Der Ort blieb, anders als die Nachbarstadt Marbach, von einer großflächigen Zerstörung verschont.
Im Zuge der Verwaltungsreform nach Gründung des Königreichs Württemberg 1806 verlor Großbottwar seine Funktion als Verwaltungssitz und kam an das Oberamt Beilstein, 1810 an das Oberamt Marbach. Bei diesem verblieb es bis zu dessen Auflösung 1938, als es an den Landkreis Ludwigsburg kam. In der Ausbauphase des frühen 19. Jahrhunderts wurden zwischen 1820 und 1837 weite Teile der mittelalterlichen Stadtbefestigung abgerissen.
1894 wurde die Bottwarbahn eröffnet, die von Marbach über Beilstein nach Heilbronn führte und auch in Großbottwar einen Bahnhof hatte. Die Bahn eröffnete den Bewohnern bessere Erwerbsmöglichkeiten durch Pendlerarbeit. Zum Industriestandort wurde der Ort jedoch nicht, auch die Einwohnerzahl vergrößerte sich nicht (siehe unten). 1966 wurde der Personenverkehr auf der Bahn wieder eingestellt, 1968 auch der Güterverkehr.
Den Zweiten Weltkrieg überdauerte der Ort weitgehend unbeschadet. Lediglich im September 1940 zerstörten einige Fliegerbomben mehrere Gebäude in der Hauptstraße. Nach dem Krieg nahm der Ort zahlreiche Vertriebene auf und die Hanglagen um den historischen Ortskern wurden besiedelt.
1945 wurde die Stadt Teil der Amerikanischen Besatzungszone und gehörte somit zum neu gegründeten Land Württemberg-Baden, das 1952 im jetzigen Bundesland Baden-Württemberg aufging.
Am 1. Dezember 1971 wurden – im Zuge der baden-württembergischen Gemeindereform – die beiden zuvor selbstständigen Gemeinden Winzerhausen sowie Hof und Lembach nach Großbottwar eingemeindet.

### Hof und Lembach
Die ursprünglich zwei Dörfer wurden 1357 im Zusammenhang mit dem Verkauf der Herrschaft Lichtenberg an Württemberg erstmals erwähnt. Die Ersterwähnung lautete: „Lymbach das Weiler, der Hof zu Ruwental und der Hof, den man heißt Dorneshof und die Mühle zu dem Hof“. Sie gehörten bis 1810 zum Amt Bottwar, später zu denselben Verwaltungseinheiten wie auch die Stadt. Bereits 1568 bildeten die beiden Dörfer eine Markung. Das Dorf Hof und Lembach bildete eine Gemeinde, die am 1. Dezember 1971 in die Gemeinde Großbottwar eingegliedert wurde.

### Einwohnerentwicklung
Im Jahre 1871 zählte Großbottwar 3582 Einwohner und war damit fünftgrößter Ort im Bereich des heutigen Landkreises Ludwigsburg (heute rangiert Großbottwar auf dem 19. Platz). In den darauffolgenden Jahrzehnten stagnierte bzw. sank die Einwohnerzahl; 1939 waren es 3043 Einwohner. Nach Ende des Zweiten Weltkriegs begann die Einwohnerzahl langsam, aber stetig zu steigen. Heute zählt die Gemeinde über 8000 Einwohner, davon entfallen etwa 5700 auf die Kernstadt, 1500 auf Winzerhausen und 800 auf Hof und Lembach.

## Religionen
Seit Einführung der Reformation im 16. Jahrhundert ist Großbottwar überwiegend evangelisch geprägt (mit Ausnahme einer kurzen Periode während der spanischen Besetzung im Dreißigjährigen Krieg). Bis Ende 2016 gab es in Großbottwar und Winzerhausen je eine evangelische Gemeinde, aus denen zum 1. Januar 2017 die neue evangelische Kirchengemeinde Großbottwar im Kirchenbezirk Marbach der Evangelischen Landeskirche in Württemberg geschaffen wurde. Die Liste der Gemeindepfarrer reicht bis ins 16. Jahrhundert zurück. Die Evangelische Kirchengemeinde Großbottwar betreibt seit 1919 eine Krankenpflegestation. Nach dem Zweiten Weltkrieg hat sich im Hauptort auch wieder eine römisch-katholische Gemeinde gebildet. Die Gemeinde St. Pius X. gehört zum Dekanat Ludwigsburg. Daneben gibt es in beiden Ortsteilen auch je eine evangelisch-methodistische Kirche. Im Kernort sind ferner Jehovas Zeugen und neuapostolische Kirche, in Winzerhausen eine Freie Biblische Gemeinde vertreten.

## Politik

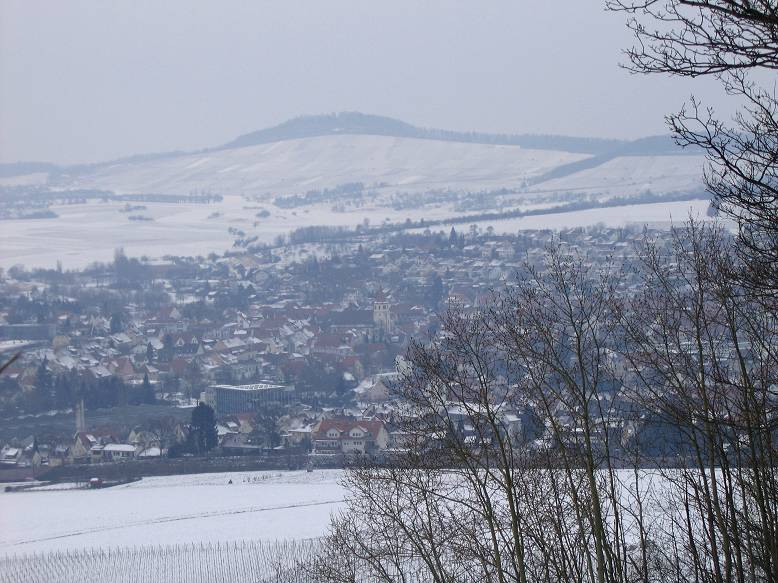
Großbottwar im Januar 2005

### Gemeinderat
Nach der letzten Kommunalwahl am 9. Juni 2024 hat der Gemeinderat 18 gewählte Mitglieder. Die Wahl brachte folgendes Ergebnis:
| Parteien und Wählergemeinschaften | Parteien und Wählergemeinschaften               | % 2024  | Sitze 2024 | % 2019  | Sitze 2019 |
| --------------------------------- | ----------------------------------------------- | ------- | ---------- | ------- | ---------- |
| FBWV                              | Freie Bürgerliche Wählervereinigung Großbottwar | 47,90   | 8          | 44,38   | 8          |
| CDU                               | Christlich Demokratische Union Deutschlands     | 25,85   | 5          | 30,95   | 5          |
| SPD                               | Sozialdemokratische Partei Deutschlands         | 18,27   | 3          | 20,55   | 4          |
| FDP                               | Freie Demokratische Partei                      | 4,80    | 1          | 4,11    | 1          |
| Grüne                             | Bündnis 90/Die Grünen                           | 3,18    | 1          | –       | –          |
| gesamt                            | gesamt                                          | 100     | 18         | 100     | 18         |
| Wahlbeteiligung                   | Wahlbeteiligung                                 | 66,04 % | 66,04 %    | 62,89 % | 62,89 %    |

Weiteres (parteiloses) Mitglied und Vorsitzender des Gemeinderates ist der Bürgermeister.

### Bürgermeister
Bürgermeister ist seit 2010 Bürgermeister Ralf Zimmermann (parteilos).
2017 wurde er mit 90,21 % wiedergewählt.

### Wappen und Flagge
Das Stadtwappen zeigt in Gold unter einer liegenden schwarzen Hirschstange einen naturfarbenen Storch. Für den Storch, der seit dem 15. Jahrhundert in Siegeln nachgewiesen ist, gibt es unterschiedliche Erklärungen. Nach einer Deutung soll er auf eine Überlieferung zurückgehen, nach der sich Störche früher vor ihrem Winterzug bei Großbottwar gesammelt haben. Eine andere Deutung zielt auf das Schwanenwappen der Herren von Lichtenberg, deren Wappenfigur nach dem Ende ihrer Herrschaft nicht mehr recht zu erklären war.
Die Stadtflagge in den Farben Rot-Gelb wurde am 24. April 1979 verliehen, zuvor führte die Stadt eine Flagge in den Farben Rot-Weiß-Gelb-Schwarz.
Die Wappen der eingemeindeten Gemeinden sind wie folgt:
- Hof und Lembach: In Rot eine Hape mit silberner Schneide und schwarzem Griff
- Winzerhausen: Unter silbernem Schildhaupt, darin eine blaue Hirschstange, in Blau drei (2:1) silberne Streitäxte

### Partnerschaften
Großbottwar unterhält seit 1997 eine Städtepartnerschaft zu Illnau-Effretikon im Kanton Zürich in der Schweiz.

## Kultur und Sehenswürdigkeiten

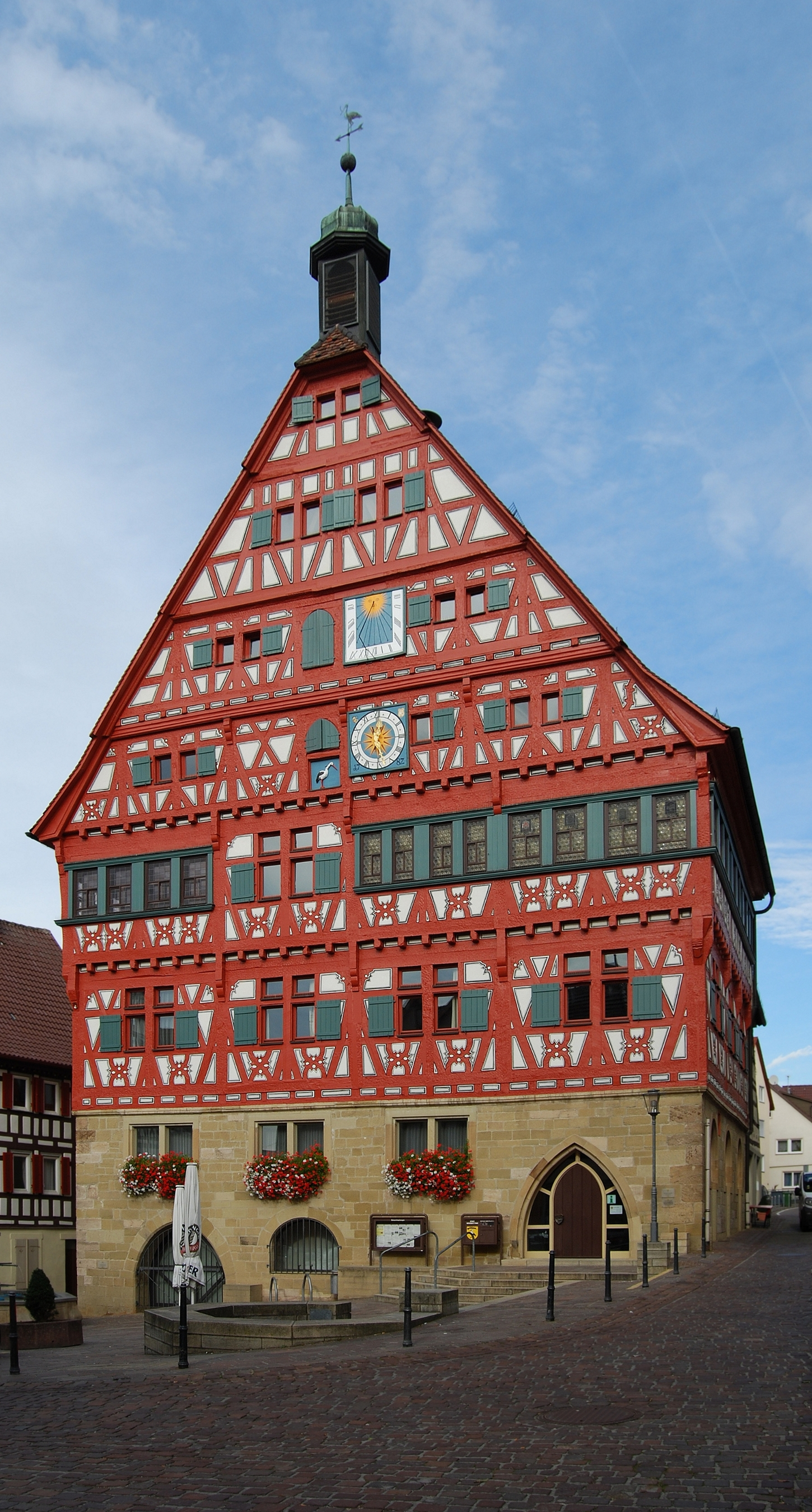
Rathaus

Großbottwar liegt an der Württemberger Weinstraße, die an vielen Sehenswürdigkeiten vorbeiführt. Im Gegensatz zu den meisten Städten der Umgebung wurde Großbottwar in seiner Geschichte weder durch Krieg noch durch Stadtbrände zerstört. So besitzt die Altstadt neben Resten der Stadtmauer einen für die Gegend ungewöhnlich hohen Hausbestand aus dem 15. bis 17. Jahrhundert mit vielen Fachwerkhäusern.

### Rathaus
Das Wahrzeichen der Stadt ist das historische Rathaus von 1556/57. Im zweiten Obergeschoss haben sich in den Fenstern Kabinettscheiben aus der Zeit des Baus erhalten. Die mechanische Rathausuhr wurde 1776 von Philipp Matthäus Hahn erneuert. Der Marktbrunnen vor dem Rathaus besteht vermutlich schon seit der Stadtgründung und wurde mehrfach erneuert. Die heutige Brunnenfigur von 1930 zeigt einen Sämann.

### Historische Häuser
Das benachbarte Gebäude am Marktplatz 2 wurde 1754 als Herberge Zum Adler anstelle der einstigen Badstube der Stadt errichtet. Die schräg gegenüberliegende Stadtschänke von 1434 ist das älteste Wohnhaus der Stadt und eines der ältesten Fachwerkhäuser im Landkreis Ludwigsburg. Ebenso sehenswert ist das in der Langen Gasse gelegene Schiefe Haus von 1542, das seinen Namen von dem aus dem Lot geratenen ersten Stock erhielt. Das historische Gasthaus zur Rose aus dem 16. oder 17. Jahrhundert wurde einst von dem 1789 gehängten Großbottwarer Räuber Johann David Linse betrieben. Zu den weiteren Sehenswürdigkeiten zählen die auf die ehemalige Stadtkirche zurückgehende Alte Schule, das stattliche evangelische Gemeindehaus um 1800 in der Winzerhäuser Straße, das ehemalige Vogthaus in der Vogtgasse, der historische Baubestand in der Werfelgasse, die Burgermühle und der Murrhardter Pfleghof in der Mühlgasse sowie das anstelle des Rechbergschen Schlosses errichtete Schlössle in der Heilbronner Straße.

### Evangelische Martinskirche Großbottwar
Die Martinskirche wurde bereits 1279 erwähnt und erhielt ihre heutige Form durch Vergrößerungen und Umbauten von 1495 und 1791/92. Von ihren hölzernen Vorgängern ist nichts mehr vorhanden, von der mittelalterlichen Bausubstanz zeugt nur noch der Turm.
1270 war die Martinskirche als Chorturmkirche wohl erbaut worden.
1495 erfolgte ein größerer Umbau: Der romanische Turmchor erhielt gotische Fenster sowie ein Netzrippengewölbe, dessen drei Schlusssteine Maria mit dem Kind und die Kirchenpatrone St. Martin und St. Januarius zeigen. Außerdem wurde der Turm erhöht und mit einem als Achteck geformten Abschluss versehen. Des Weiteren wurde das Schiff verlängert, beträchtlich verbreitert und mit einem Dachwerk versehen, das mit nur einer mittig angeordneten Säulenreihe abgestützt war.
1791/92 waren umfangreiche Reparaturen nötig, die von Johann Adam Groß geplant und vorgenommen wurden. Vor allem wurde das Dachwerk erhöht und auf zwei konstruktiv notwendigen Säulenreihen solide abgestützt. Gleichzeitig wurden verschiedene Mauern verstärkt, die Fenster vergrößert, fünf neue Haupteingänge geschaffen, die heutige Dreiseiten-Empore errichtet, die Kanzel erneuert und die baufällige Sakristei mit Kreuzgewölbe neu gebaut. Diese Maßnahmen veränderten nicht die Außenmaße der Kirche, prägen aber seither ihren Gesamteindruck.
1791 baute Johannes Weinmar aus Bondorf zusammen mit seinem Sohn Johann Jakob Weinmar eine neue Orgel, deren Rokoko-Prospektfront noch heute erhalten ist und seit 2009 ein neues Instrument von Orgelbaumeister Friedrich Tzschöckel (Opus 376) auf der Westempore enthält.
Hatte es früher noch eine „Allerheiligenkirche“ im Ostteil der Stadt und eine „Frauenkirche“ (um 900 gestiftet) auf dem Platz des heutigen Friedhofs gegeben, so blieb nur das Gotteshaus des St. Martin vor dem Untergang bewahrt.

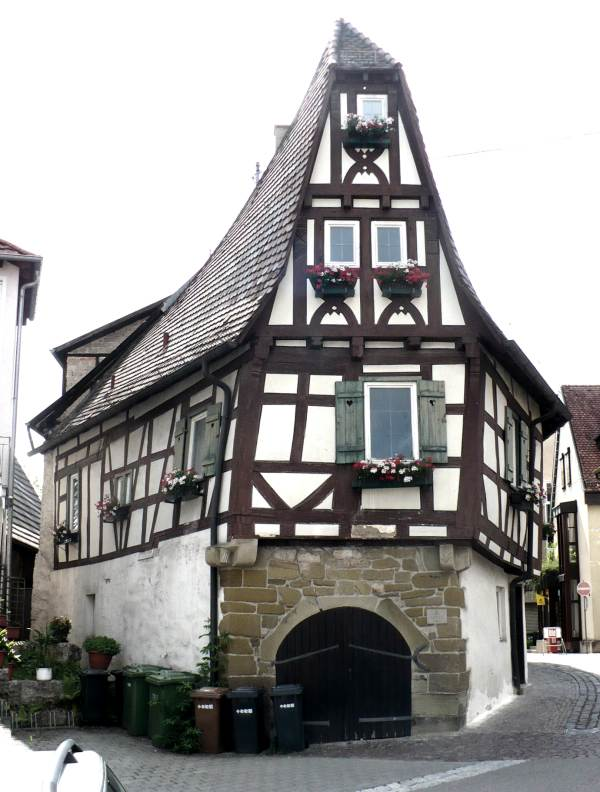
Schiefes Haus
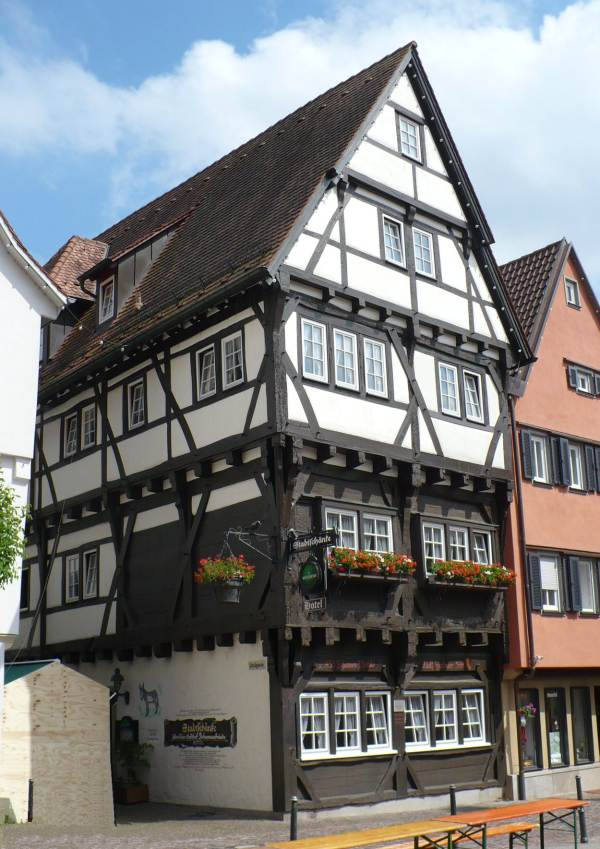
Stadtschänke von 1434
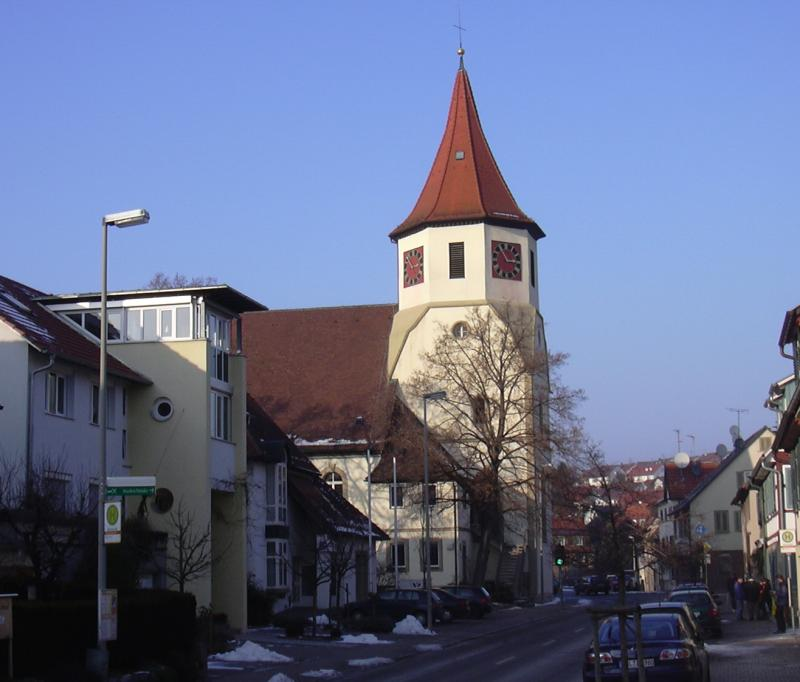
Martinskirche
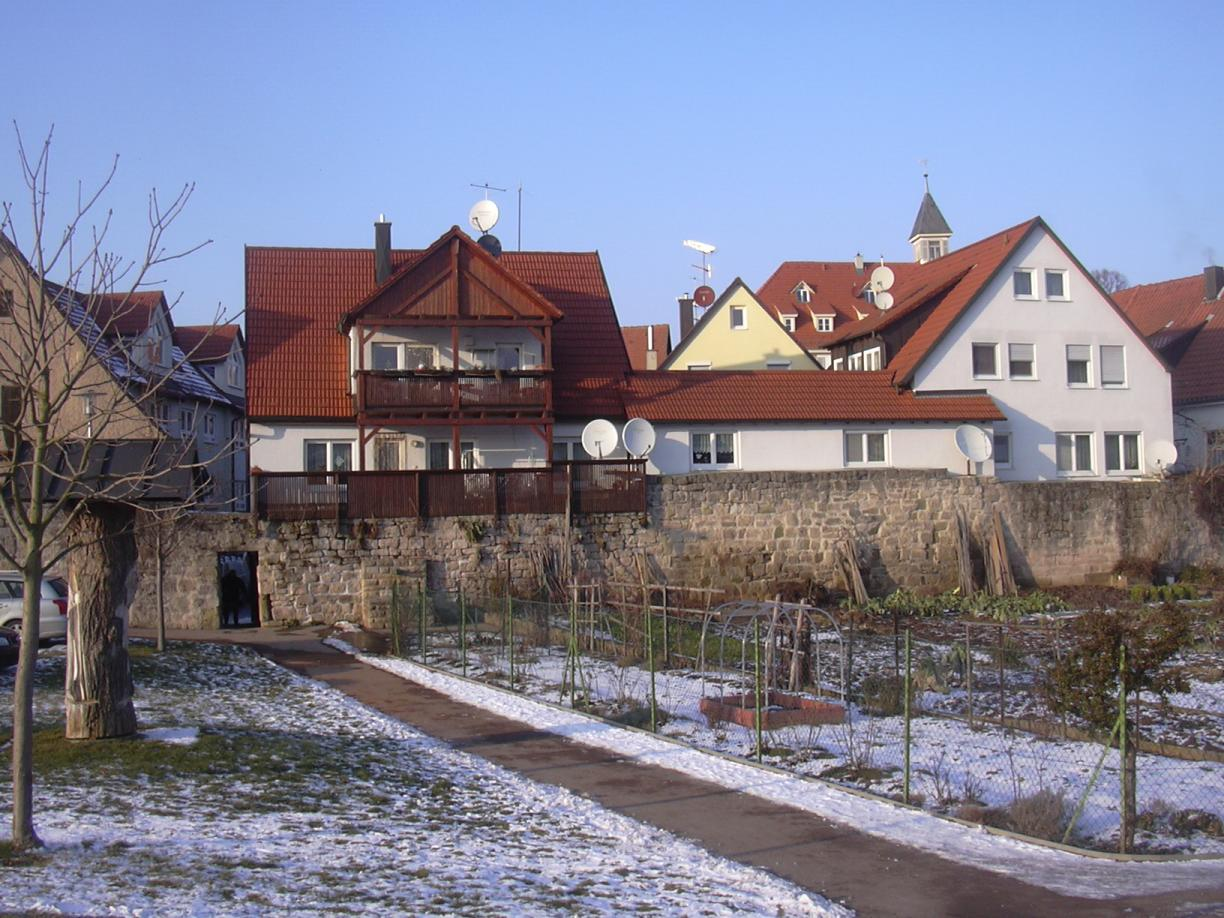
Reste der Stadtmauer

### Winzerhausen
Die evangelische Michaelskirche wurde 1832/34 als Querkirche im Kameralamtsstil erbaut.

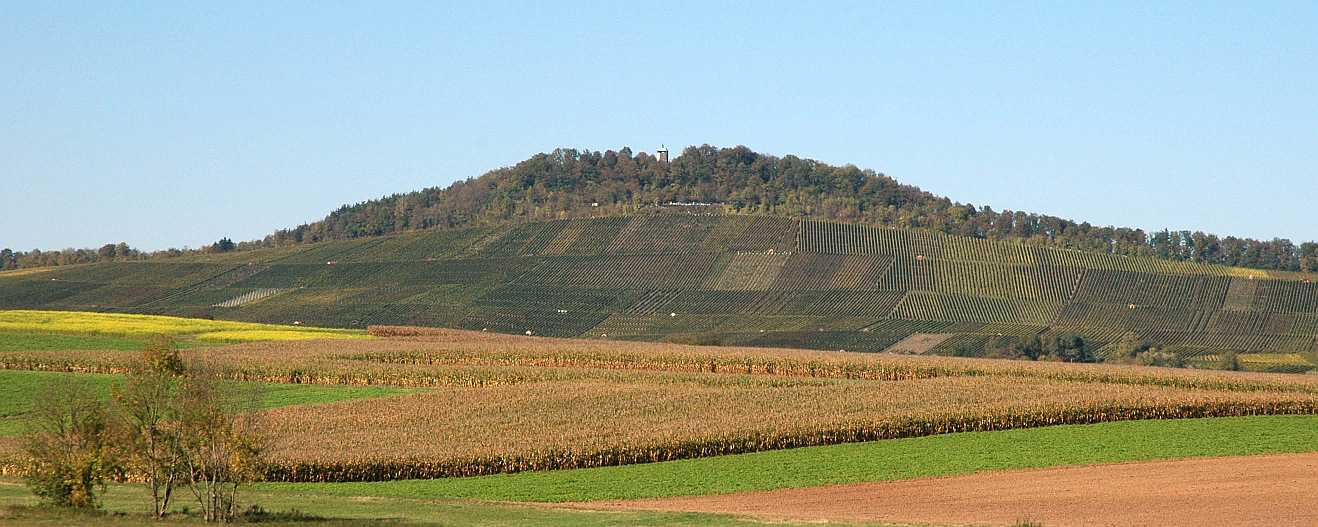
Wunnenstein

Nördlich des Ortes erhebt sich der Wunnenstein. Dieser ist mit 394 Metern der höchste Punkt des Gemeindegebiets und markiert zugleich die Nordgrenze des Landkreises Ludwigsburg. Auf dem Berg befinden sich Reste der Burg Wunnenstein, ein Aussichtsturm, der 1889 erbaut und 1937 erhöht wurde, sowie ein Ausflugslokal.

### Weiteres
Oberhalb von Großbottwar befindet sich die bereits auf Oberstenfelder Markung liegende Burg Lichtenberg, die als Wahrzeichen des gesamten Bottwartals gilt.
Im Ortsteil Hof und Lembach wird die restaurierte alte Gemeindekelter heute nur noch als Veranstaltungsort genutzt. 'Die beiden alten Backhäuser (Backhäusle), je eines in Hof und in Lembach, werden heute noch genutzt.
Die 1897 gegründete Ortsgruppe Großbottwar des Schwäbischen Albvereins wurde 1997 mit der Eichendorff-Plakette ausgezeichnet.

## Wirtschaft und Infrastruktur
Großbottwar erfüllt zusammen mit Oberstenfeld die Aufgaben eines Unterzentrums.

### Verkehr
Großbottwar liegt am Autobahnzubringer Backnang–Mundelsheim, der Bundesstraße 328. Diese Straße kreuzt sich mit einer Landesstraße am Südrand des Orts. Ein dreispuriger, kreuzungsfreier Ausbau der Bundesstraße ist geplant. Die Landesstraße durchzieht das Bottwartal, die B 328 stellt eine Querverbindung nach Kirchheim am Neckar und Backnang her. Der nächste Autobahnanschluss liegt mit der Anschlussstelle Mundelsheim der A 81 etwa fünf Kilometer weiter westlich.
Von 1894 bis 1968 lagen Großbottwar und Hof und Lembach an der Bottwartalbahn, der Schmalspurstrecke von Marbach am Neckar nach Heilbronn Süd. Die Königlich Württembergischen Staats-Eisenbahnen erbauten die Bahnhofsgebäude als Einheitsbahnhöfe vom Typ IIIa (Großbottwar) bzw. I (Hof und Lembach). Nach Demontage der Gleise wurde die Trasse großenteils für einen Radweg verwendet, so dass Großbottwar heute Station am Alb-Neckar-Radweg ist.
Der ÖPNV wird durch Buslinien im Verkehrs- und Tarifverbund Stuttgart gedeckt, die in die Nachbarorte sowie bis Marbach am Neckar und Beilstein reichen.
Durch Großbottwar verläuft der Württemberger Weinradweg. Er führt von Rottenburg am Neckar nach Niederstetten und dabei von Marbach über Steinheim an der Murr nach Großbottwar und weiter über Oberstenfeld nach Beilstein, großteils auf der Trasse der ehemaligen Bottwartalbahn.
Der internationale Flughafen Stuttgart befindet sich im etwa 55 km entfernten Leinfelden-Echterdingen.

### Öffentliche Einrichtungen
- Eines der Alten- und Pflegeheime in der Stadt wird von den kreiseigenen Kleeblatt Pflegeheimen betrieben, ein weiteres vom Arbeiter-Samariter-Bund.
- Ein Friedhof befindet sich nördlich des Schulzentrums.
- Es gibt mehrere Sportplätze in der Stadt Großbottwar. Zwei (ein Aschenplatz und ein Hartplatz mit 100-Meter-Bahn, Weitsprung-Sandgrube und weiteren Möglichkeiten zum Kugelstoßen oder Werfen) befinden sich am Schulzentrum, andere auf dem Gelände des VfR Großbottwar. Daneben gibt es noch viele weitere kleine Bolzplätze.
- Der größte von mehreren Kinderspielplätzen befindet sich an der Stadtmauer.

### Bildung
Im Ort besteht neben der Matern-Feuerbacher-Realschule mit der Wunnensteinschule eine Grundschule. Die Schule an der Linde ist eine Förderschule. In allen drei Ortschaften gibt es Kindergärten, in der Kernstadt allein vier. Die Stadt betreibt eine Stadtbücherei mit Zweigstelle im Ortsteil Winzerhausen.

### Unternehmen
- Der größte Arbeitgeber am Ort ist mit 400 Mitarbeitern und einem Umsatz von 104 Millionen €/Jahr die Wiesheu GmbH
- Die Steel Automotive GmbH ist mit 230 Mitarbeitern und einem Umsatz von 30 Millionen €/Jahr[20] ein großer Arbeitgeber am Ort.
- Gmelich + Söhne GmbH fertigt mit etwa 150 Mitarbeitern Möbelleder für Hersteller von Polstermöbeln und Bürostühlen.
- Der Möbelhersteller Laauser ist im Jahr 2012 in Insolvenz gegangen.
- Die Kreissparkasse Ludwigsburg betreibt eine Filiale in Großbottwar, die zur Regionaldirektion Marbach gehört.[21]

### Ver- und Entsorgung
Das Strom- und Gasnetz in der Stadt wird von der Syna GmbH betrieben, einem Tochterunternehmen der Süwag Energie AG. Die Trinkwasserversorgung setzt sich aus Eigenwasser (70 %) und Bezug von der Landeswasserversorgung (30 %) zusammen. Der Zweckverband Gruppenklärwerk Häldenmühle ist zuständig für die Abwasserreinigung in Großbottwar sowie für Marbach, Steinheim, Murr, Erdmannhausen und Benningen. Die Abfallentsorgung wird von der Abfallverwertungsgesellschaft des Landkreises Ludwigsburg mbH (AVL) übernommen, einer 100-prozentigen Tochtergesellschaft des Landkreises Ludwigsburg. Die AVL ist beauftragt, die Aufgaben zur Vermeidung, Verwertung und Beseitigung von Abfällen im Auftrag des Landkreises Ludwigsburg zu erfüllen.

## Persönlichkeiten

### Söhne und Töchter der Stadt
- Nicolaus Kessler (um 1445–nach 1519), Basler Buchdrucker
- Johann David Linse (1751–1789), Gastwirt und Räuber aus Großbottwar
- Johannes von Dettinger (1801–1866), württembergischer Oberamtmann
- Karl von Lechler (1820–1903), Generalsuperintendent von Ulm
- Karl Hermann Grimm (1866–1960), württembergischer Oberamtmann
- Paul Schmidt (1886–1967), Reichsgerichtsrat, Landgerichtsdirektor in Stuttgart

### Personen, die mit der Stadt in Verbindung stehen
- Matern Feuerbacher (um 1484/1485–vor 1567), Anführer der württembergischen Bauern im Deutschen Bauernkrieg
- Johann Geyling (1495–1559), württembergischer Reformator, wirkte gegen Ende seines Lebens in Großbottwar und starb dort.
- Eberhard Ludwig Gruber (1665–1728), einer der ersten Führer der radikal-pietistischen Inspirationsbewegung in Deutschland, bis zu seiner Amtsenthebung im Jahr 1706 Diakon in Großbottwar.
- Karl Christian Planck (1819–1880), Naturphilosoph und Vertreter des Reinen Realismus, verbrachte seine Grundschulzeit in Großbottwar
- Otto Kübler (1907–1992), Heimat- und Tiermaler